# Fransiskus Tuaman Sinaga
Fransiskus Tuaman Sasfo Sinaga (ur. 22 listopada 1972 w Penggalangan) – indonezyjski duchowny katolicki, biskup Sibolga od 2021.

## Życiorys
Święcenia kapłańskie otrzymał 14 lutego 2003 i został inkardynowany do diecezji Sibolga. Pracował głównie na wyspie Nias, gdzie pełnił funkcje: wikariusza i proboszcza parafii w Gunungsitoli oraz dyrektora ośrodka duszpasterskiego. W latach 2005–2007 był wychowawcą niższego seminarium duchownego.
6 marca 2021 papież Franciszek mianował go ordynariuszem diecezji Sibolga. Sakry udzielił mu 29 lipca 2021 kardynał Ignatius Suharyo Hardjoatmodjo.